# 卡佩柳赫
50°10′49″N 23°30′32″E / 50.18028°N 23.50889°E
卡佩柳赫（烏克蘭語：Капелюх），是烏克蘭西部的村莊，隸屬利維夫州的利維夫區。該村面積3.77平方公里，海拔高度334米，2001年人口60，人口密度每平方公里15.92人。